# Pottsia (planta)
Pottsia es un género de fanerógamas de la familia Apocynaceae. Contiene  tres especies. Es originario del nordesde de India hasta el sur de China y Java.

## Taxonomía
El género fue descrito por Hook. & Arn.   y publicado en The Botany of Captain Beechey's Voyage 198. 1841[1837].

## Especies
- Pottsia densiflora D.J.Middleton
- Pottsia grandiflora Markgr.
- Pottsia laxiflora Kuntze